# Венершбори
Венершбори (на шведски: Vänersborg) е град в Югозападна Швеция, лен Вестра Йоталанд. Главен административен център на едноименната община Венершбори. Разположен е около южния бряг на езерото Венерн. Намира се на около 350 km на югозапад от столицата Стокхолм. Получава статут на град през 1644 г. ЖП възел. Има малко пристанище на езерото Венерн. Населението на града е 21 699 жители според данни от преброяването през 2010 г.

## Личности
Родени
- Бириер Шьобери (1885 – 1929), шведски поет